# 40e régiment de fusiliers « prince Charles-Antoine de Hohenzollern » (régiment de fusiliers hohenzollernois)
Pour les articles homonymes, voir 40e régiment.

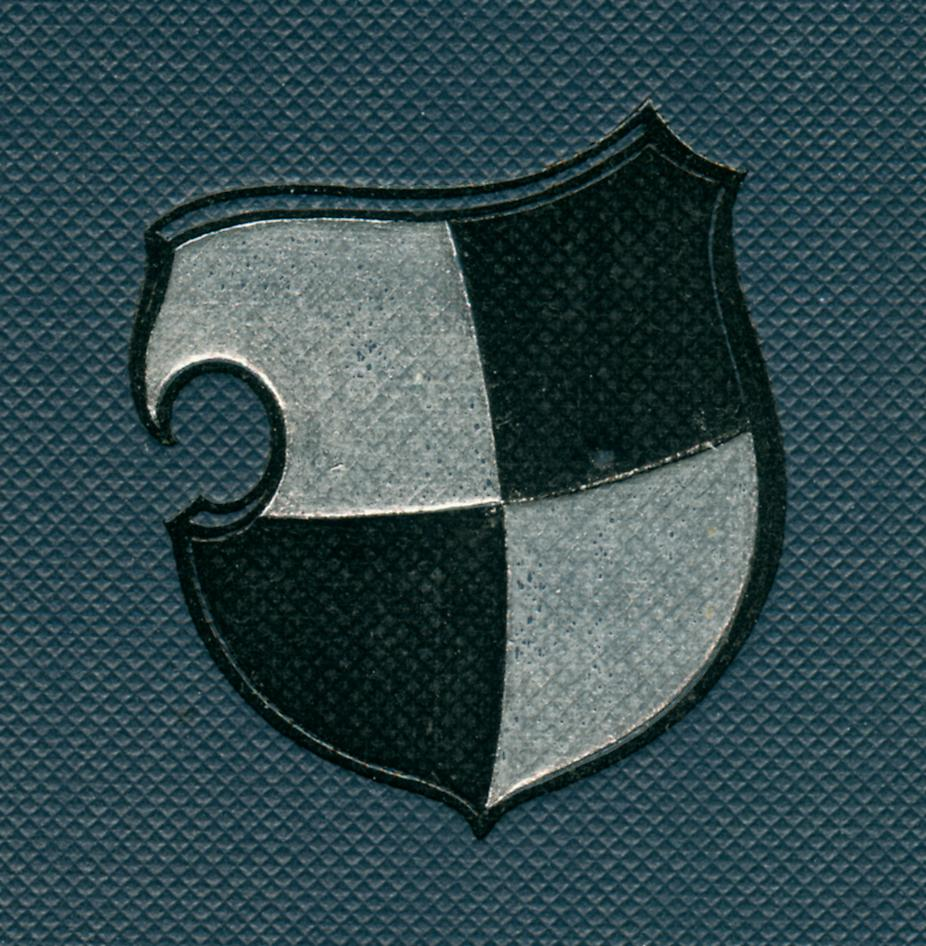
Symbole du aux couleurs de la maison de Hohenzollern.

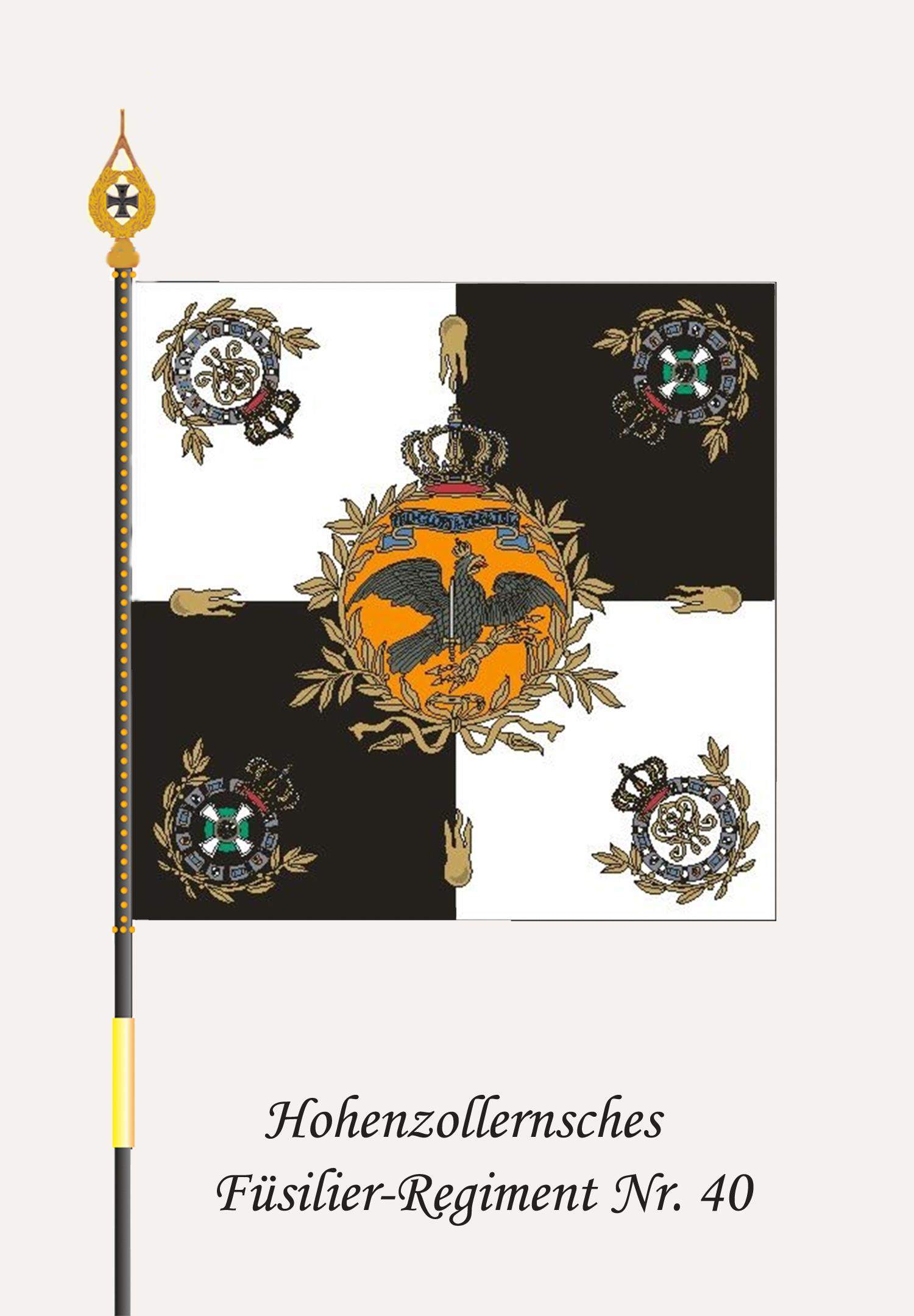
Un des drapeaux du de fusiliers.

Le 40e régiment de fusiliers « prince Charles-Antoine de Hohenzollern » (régiment de fusiliers hohenzollernois) est une unité d'infanterie de l'armée prussienne.

## Histoire
L'unité est créée le 26 janvier 1818 (date de fondation) par le roi Frédéric-Guillaume III par AKO sous le nom de 36e régiment d'infanterie (4e régiment de réserve) provenant de parties des 19 à 34e bataillons de garnison, ainsi que de divers régiments d'infanterie. Avec l'achèvement de la formation, le major Franz Ludwig von Jenneret Baron von Beaufort-Belfort est nommé le premier commandant du régiment le 27 août 1817. Il est divisé en trois bataillons avec un effectif de 1 626 hommes plus les officiers et est initialement stationné dans la forteresse de Luxembourg. En raison du transfert de l'ancien bataillon de fusiliers, l'unité est formée sous le nom de 40e régiment d'infanterie à partir du 12 mars 1820

### 1820
Le régiment est équipé de fusils à silex de fabrication française. Alors que les officiers des bataillons de mousquetaires portent des épées comme armes de poing, les sabres sont distribués dans les bataillons de fusiliers. Selon le règlement de tir de 1817, chaque fusilier a droit à 24 à 30 cartouches et un silex par an pour s'entraîner.
Le 5 avril 1820, le 2e bataillon s'installe dans la caserne de cavalerie de la forteresse de Luxembourg et le 17 mai dans la caserne Theresia.

### 1821/29
Le roi Frédéric-Guillaume III visite en compagnie de l'adjudant général Job von Witzleben le 24 juin la forteresse Luxembourg et le régiment défilent pour la première fois devant le monarque. En 1829, le roi accorde aux 39e et 40e régiments d'infanterie leur propre drapeau.

### 1830
La Révolution de juillet en France incite la Prusse à déplacer des troupes à la frontière. Le régiment occupe les détachements et les ouvrages extérieurs de la forteresse. Des munitions réelles sont émises et le cri de ralliement et le cri de guerre sont établis. De chaque bataillon, 15 hommes (un sous-officier et 14 soldats) sont détachés pour être formés comme artilleurs adjoints. En janvier 1831, ce nombre passe à 35 soldats. Le régiment augmente la garnison régulière avec des unités de réserve et, vers la fin de l'année, il est en mesure d'occuper tous les avant-postes et d'achever le blindage de la forteresse. Du 1er bataillon, un officier et 60 fusiliers occupent le réduit de Fetschenhoff, un officier et 60 fusiliers le poste de garde de Ramigny et un officier et 87 soldats le réduit de Neuperg.

### 1833
Le régiment reçoit l'ordre d'emménager dans sa nouvelle ville de garnison de Mayence. Les 18 et 19 avril, il quitte la forteresse luxembourgeoise et se déplace avec trois compagnies du 1er bataillon à Coblence ; le 2e bataillon et la 2e compagnie sont cantonnés à la forteresse d'Ehrenbreitstein. Le temps jusqu'au déménagement à Mayence est consacré à l'exercice et à la pratique du tir. En raison de l'augmentation du régiment dans les années 1830/31, de nombreux soldats bien entraînés sont confiés à d'autres unités. Les unités de réserve recrutées à cette fin sont toutes mal entraînées et doivent maintenant être mises au niveau des troupes régulières le plus rapidement possible.
Le 19 et le 21 août, les bataillons pénètrent dans la ville fortifiée de Mayence en parade et avec un jeu retentissant sous les yeux du duc Ferdinand de Wurtemberg.

### 1839
En raison des troubles en France, en Belgique et aux Pays-Bas, la Prusse se sent obligée de mettre les 7e et 8e corps d'armée en état d'alerte. Par AKO du 14 février, il est ordonné que le régiment soit mis à l'effectif de guerre Certains officiers du régiment prennent un bateau à vapeur à Cologne pour récupérer les forces de réserve du régiment de 324 hommes du commandement de la brigade Landwehr. Le 26 février, le 2e bataillon du 38e régiment de fusiliers est parti pour Sarrelouis afin de faire de la place pour les forces de réserve nouvellement recrutées. À cette époque, la garnison de la forteresse de Mayence n'est composée que des 35e et 40e régiments, ainsi que d'un escadron d'uhlans.
Puisqu'il n'y a pas d'hostilités, les premiers réservistes sont autorisés à s'absenter en avril. il est possible d'ordonner le renvoi de toutes les forces de réserve.
Le 29 octobre, le gouvernorat de la forteresse fédérale passe à l'Autriche. Le commandant devient le major général baron Quadt von Hüchtenbruck.

### 1843
L'équipement du régiment est amélioré. Le shako est progressivement remplacé par le nouveau casque avec une pointe. Cependant, les anciens chakos sont encore portés pendant longtemps ou sont utilisés pour les boucliers et les réparations de cuir. La nouvelle tunique et le pantalon fendu sont également introduits. Les anciennes pièces d'uniforme sont également toujours appliquées ou données aux réservistes qui partent à la retraite.
Les fusils existants sont remplacés par ceux à allumage à percussion ou, si possible, le silex est remplacé par un verrou à percussion.
À la suite du AKO du 13 juillet, un nouveau régime d'exercices simplifié est testé. De nombreuses prises maladroites (qui sont adaptées aux anciennes armes) sont supprimées et le rythme général de l'exercice est augmenté. À titre d'essai également, la gymnastique est introduite comme matière de service. Après la phase de test réussie et la formation des sous-officiers en tant que moniteurs de gymnastique par des moniteurs de gymnastique civils, ainsi que l'installation d'équipement de gymnastique, la gymnastique devient un sujet de service à partir de 1845.

### 1844/45
La tunique est désormais le seul vêtement de service. Cependant, les agents peuvent continuer à utiliser le pardessus pour des questions de service secondaire. Fin 1844, les dernières armes à silex de l'inventaire du régiment sont rendues. L'armement complet avec des armes à percussion, également pour la réserve de guerre, est ainsi complété.
Le 2 juin 1845, le régiment défilée devant le prince Guillaume. Un honneur spécial pour les fusiliers est que le régiment fournit la garde d'honneur, composée de 90 hommes, à la reine Victoria d'Angleterre, qui est également présente.

### 1848
En raison des troubles révolutionnaires en France et dans les états allemands, la garnison est placée en état d'alerte. Une attaque contre les tours de poudre et les arsenaux est attendue. Le 4 mars, le régiment est mis sur le pied de guerre et commence à appeler les unités de réserve. En même temps, toutes les autres unités des 7 et 8e corps d'armée sont mobilisées. Lors d'affrontements avec les citoyens de Mayence le 21 mai, cinq soldats sont tués et plus de trente blessés, dont vingt du 40e régiment. Le 23 mai, un soldat du 35e régiment est gravement blessé par une hachette. Par conséquent, les Autrichiens et les Prussiens patrouillent la ville ensemble en groupes solides. Les soldats n'ont pas le droit de se rendre dans les tavernes, sous peine de sanctions très sévères, et tous les citoyens armés de Mayence sont arrêtés. Le 25 mai, les cinq soldats tués sont enterrés avec les honneurs militaires. De l'argent est ensuite collecté dans toute l'armée prussienne pour une pierre commémorative. Contrairement aux attentes, il n'y a pas d'émeutes pendant les funérailles et la situation dans la ville revient à la normale.

### 1849
Le régiment ne participe pas à la campagne de Bade. Seules quelques unités sont chargées, entre autres, de mettre le trésor de guerre de Bade en sécurité ou d'escorter les insurgés capturés en détention.

### 1851
Le régiment se déplace vers la nouvelle garnison de Sarrelouis le 15 février. Alors que la vie sociale de la métropole de Mayence manque aux officiers, les soldats se plaisent dans la nouvelle ville de garnison à la frontière française. Les terrains d'exercice sont tous proches des casernes et le service général de la forteresse est généralement assuré par une compagnie, ce qui signifie que le soldat individuel a plus de temps libre qu'auparavant à Mayence.

### 1854
La garnison de Sarrelouis est renforcée en 1854 par le 2e bataillon du 29e régiment d'infanterie.

### 1857
Au cours de la réforme de l'armée sous le roi Guillaume Ier, un 3e bataillon est ajouté au régiment. Le régiment, qui n'effectuait auparavant que des tâches de forteresse et de garnison, devient maintenant un régiment de fusiliers avec une capacité de service en campagne.

### 1860/63
Par AKO, l'unité reçoit le 4 juillet 1860 le nom du 40e régiment de fusiliers hohenzollernois. L'accolade est abandonné par AKO du 7 mai 1861. La même année, les 1er et 2e bataillons s'installent à Trèves comme nouvelle garnison. Les conditions d'hébergement y sont nettement meilleures qu'à Sarrelouis. Pour cette raison, les officiers tournent entre les garnisons à un rythme fixe afin qu'il n'y a pas de friction.
Le 17 mars 1863, le prince Charles-Antoine de Hohenzollern-Sigmaringen est nommé gouverneur militaire de la province de Rhénanie. Le régiment a maintenant son premier contact officiel avec l'homme dont il portera plus tard le nom. Par A.K.O., l'acquisition de fusils de fusiliers est ordonnée. Le régiment dispose ensuite de 500 fusils à canon long et 481 à canon court de modèle M/60.

### Guerre des Duchés 1864
Le régiment ne participe pas à la guerre des Duchés. Il organise une manœuvre de trois semaines dans la région de Simmern pendant cette période. Dans les années suivantes, les manœuvres ont lieu dans la zone autour de Saint-Wendel.

### Guerre austro-prussienne 1866
La mobilisation est ordonnée par l'A.K.O. le 5 mai. À 22 h, la nouvelle est parvenue au régiment de Trèves. Le 6 mai est désigné comme le premier jour de la mobilisation et le régiment commence immédiatement les préparatifs militaires nécessaires. Les fusils sont échangés et les baïonnettes sont aiguisées et distribuées aux hommes. À partir du 9 mai, les réserves du régiment sont incorporées et habillées. Le 15 mai, les derniers réservistes sont arrivés. Le 16 mai, dix jours après l'ordre de mobilisation, le régiment est prêt à marcher. Le 17 mai, l'ordre télégraphique est donné de se rendre à Cologne. Le régiment passe ainsi de la 16e à la 15e division sous le commandement du lieutenant général von Canstein.
Le 30 mai, les trois bataillons se déplacent par voie ferrée vers Halle-sur-Saale. La déclaration de guerre n'a pas encore été faite, mais à ce moment-là, le gros de l'armée se trouve déjà à la frontière avec la Silésie et la Saxe. Au total, trois armées sont formées à partir de ces troupes, chacune sous le commandement du prince héritier, du prince Frédéric-Charles et du général d'infanterie Herwarth von Bittenfeld. Le régiment est transféré à Torgau. Le 14 juin, la Prusse déclare la guerre à la Saxe. Le 15 juin, la frontière est franchie et le sol saxon est pénétré. Les 2e et 3e bataillons sont entrés dans Dresde le 18 juillet au son de la musique. Le régiment est chaleureusement accueilli à Dresde. Il n'y a pas eu d'hostilités jusqu'à ce moment-là. Les troupes saxonnes ont été attirées derrière la frontière autrichienne. Le régiment assure la garde de la capitale saxonne jusqu'à ce qu'il soit relevé par le 2e bataillon du 33e régiment de fusiliers. La frontière avec l'Autriche est  franchie à Groß-Schönau. Le régiment est arrivé trop tard pour pouvoir intervenir lors de la première bataille de Hühnerwasser et prend soin de ses camarades blessés. Vers six heures du soir, les bataillons I et II ont été engagés dans une escarmouche avec des combattants autrichiens. L'attaque est repoussée, bien que le capitaine Moldenhawer, à la tête de ses fusiliers, est l'un des premiers du régiment à tomber dans cette guerre. Le régiment prend également part à la bataille de Münchengrätz, près du monastère de cette ville, le 28 juin.

Le 2 juillet, un jour avant la bataille de Sadowa, le régiment campe près de Gitschin. C'est là qu'il reçoit également la connaissance de l'ordre du prince Frédéric-Charles:
«Demain matin, à l'aube, la première armée se formera pour la bataille contre la position sur le autritz près de Sadowa sur la route Horitz-Königgrätz. Le général v. Herwarth se déplace à Nechanitz avec toutes les troupes qu'il peut mettre à disposition et y arrive le plus tôt possible. Je resterai avec Milowitz pour commencer. Indiquez dès que possible comment, quand et quelle force à Nechanitz. signé: Frédéric-Charles, prince de Prusse. "
Pendant la bataille, le régiment est impliqué dans les escarmouches pour la brasserie et la faisanerie. Les fusiliers font preuve d'un grand courage et d'une grande intrépidité. Grâce à leurs fusils à aiguille, ils se retrouvent souvent sous la pluie de balles la plus violente de l'ennemi et ripostent avec sang-froid. Le feu rapide du 3e bataillon, qui tire sur les Autrichiens en retraite depuis un défilé couvert à une distance d'environ 400 mètres, est particulièrement dévastateur. Au total, le régiment subit 13 tués, 59 blessés et 32 disparus.
Le 2e et le 3e bataillons continuent à former l'avant-garde pendant l'avancée sur Vienne. Après l'accord de paix, le régiment défile avec les cinq autres réunions de l'armée de l'Elbe le 30 juillet devant le roi Guillaume. Par la suite, l'avant-garde commence à rejoindre ses unités régulières, puis entame la marche de retour vers ses garnisons d'origine. Sur le chemin, les fusiliers, comme beaucoup d'autres unités prussiennes, sont ravagés par le choléra. Certains soldats sont victimes de cette maladie. Le 6 août, dans le courant de l'après-midi, les 1er, 2e et 3e bataillons sont rentrés dans Trèves et y sont accueillis avec des fleurs et des cloches de victoire. Le 6 août est également désigné comme le jour de la démobilisation.

### Guerre franco-prussienne 1870/71
Le régiment est surpris par la déclaration de guerre française le 15 juillet. Il est certain que la France n'a pas pris une telle mesure sans préparation préalable. Pour cette raison, les troupes françaises doivent bientôt franchir la frontière près de Trèves et du Luxembourg. L'ordre de mobilisation de Berlin parvient au régiment vers 1 heure du matin le 16 juillet. Le régiment doit maintenant faire face à trois tâches à la fois :
- Sécurisation des frontières - organisation des patrouilles et des postes frontières
- Chargement des marchandises régimentaires afin de les mettre à l'abri des Français éventuellement en progression
- Emménager et équiper les réservistes (dans le cas de l'équipement et du fourrage chargés pour le déménagement)

Les 1er et 3e bataillons effectuent un travail d'avant-poste entre Tawern et Sarrebourg. Le 17 juillet, le 2e bataillon se déplace à Sarrebruck et passe sous le commandement du major von Pestel, le commandant du 7e régiment d'uhlans (de). C'est lors d'une mission d'avant-poste autour de Sarrebruck que les premiers coups de feu de cette guerre sont échangés. Le 20 juillet, un soldat du régiment abat le premier soldat français, un chasseur à cheval, lors d'une patrouille. Les fusiliers, ainsi que le 7e régiment d'uhlans, parviennent à convaincre les Français d'occuper Sarrebruck. Pour ce faire, ils simulent des camps plus importants à l'aide de feux de garde ; les uhlans montent des patrouilles en vrai costume et font ainsi croire aux Français qu'en plus des uhlans, des dragons et des cuirassiers défendent également la ville. C'est pour cette raison que les Français massent des troupes toujours plus fortes. Ils pensent également que la garnison prussienne peut envisager d'attaquer depuis Sarrebruck même.

Le 2 août, les uhlans et le régiment sont contraints de battre en retraite après de violents combats face à une supériorité française écrasante (trois divisions au total). Les troupes françaises sous les ordres de leur commandant Frossard occupent Sarrebruck. Déjà le 4 août, le régiment se retire de son bivouac près de Heusweiler. Le 5 août est un jour de repos, ici une proclamation du Roi parvient également au régiment :
«Toute l'Allemagne se tient à l'unanimité dans les armes contre un État voisin qui, étonnamment et sans raison, nous a déclaré la guerre. C'est la défense de la patrie menacée, notre honneur, notre propre foyer. Je prends le commandement de toutes les armées et je me lance avec confiance dans la bataille que nos pères ont autrefois glorieusement combattue dans la même position. Avec moi, toute la patrie vous regarde avec confiance. Le Seigneur Dieu sera avec notre juste cause. Mayence, 2 août 1870 - Guillaume "

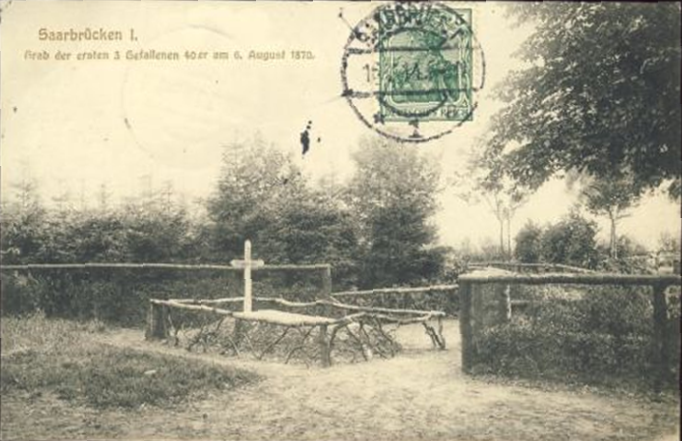
Carte postale contemporaine représentant la tombe des trois premiers fusiliers du régiment dans la bataille de Forbach-Spicheren

Le 6 août, le régiment font partie des troupes qui participent dans la bataille de Forbach-Spicheren. Avec de lourdes pertes, la Montagne Rouge près de Saarbrücken est prise d'assaut, sur laquelle les Français se sont relativement bien retranchés. Depuis des positions élevées, en infériorité numérique et équipés d'artillerie, les Français ont vraiment dû tenir cette position. La confusion règne dans les deux camps quant à la taille réelle de l'ennemi respectif de l'autre côté. Les combats se sont prolongés dans la nuit, certains étant extrêmement brutaux d'homme à homme. L'histoire du régiment recense de nombreuses blessures à la baïonnette lors de cette bataille. Au cours de la bataille, le commandant français demande des renforts qui lui sont refusés. Voyant que l'évasion de ses troupes est tout à fait possible, il ordonne la retraite. Les hauteurs, qui ont une importance stratégique pour Sarrebruck (uniquement), sont donc aux mains des Prussiens. D'un point de vue militaire, la bataille ne joue pas un rôle majeur mais cette victoire, remportée contre des forces françaises plus puissantes, ainsi que la bataille de Frœschwiller-Wœrth, également remportée le même jour, créent un sentiment de supériorité dans le pays. Jusqu'à ce moment, la France était considérée comme la puissance militaire supérieure en Europe continentale. Le 40e régiment subit 82 pertes. 351 fusiliers sont blessés, dont beaucoup meurent dans les jours et les semaines qui suivent car les hôpitaux n'ont pas encore suivi les troupes. Les blessés doivent être transportés en ville à grands frais. De nombreux blessés sont récupérés beaucoup trop tard en raison des combats de nuit dans le Giffertwald. 48 fusiliers sont manquants.
L'adversaire vaincu n'est pas poursuivi. Au lieu de cela, le régiment se rassemble à Sarrebruck à la gare de Saint-Jean. À partir du 8 août, le régiment commence sa progression vers Metz. De fortes concentrations de troupes sont suspectées à Metz. Le 16 août, les fusiliers font partie des troupes prussiennes combattant la bataille de Mars-la-Tour. Ici tombe le commandant du régiment, le colonel baron von Eberstein. Dans cette bataille, 18 fusiliers meurent, 81 autres sont blessés. La victoire oblige l'armée française du Rhin à se replier sur Metz, ce qui ouvre la possibilité d'y immobiliser définitivement ou d'éliminer les fortes forces françaises en assiégeant cette forteresse.
Le 18 août, des éléments du régiment participent à la bataille de Saint-Privat. Au cours de cette bataille, 11 fusiliers sont morts et 40 ont été blessés. Cette bataille est l'une des plus coûteuses de la campagne. Elle dure jusque tard dans la nuit. Le nombre relativement faible de pertes du régiment s'explique d'une part par son utilisation pour la bataille sur l'aile sud, d'autre part par la déploiement habile et disloquée des fusiliers. Les fusiliers, entraînés à maintenir un tir rapide d'infanterie, repoussent plusieurs contre-attaques françaises.
Après cela, le régiment fait partie de l'armée de siège autour de Metz. Après la bataille de Sedan, des parties du régiment sont détachées au transport des prisonniers et à la garde des camps de prisonniers provisoires. Le nombre énorme de prisonniers après la bataille de Sedan cause de grands problèmes d'organisation. Ils sont amenés, fortement escortés, à Verny et aussi à Pont-à-Mousson. À partir du 10 septembre, les fusiliers sont remplacés par ce service mal aimé.
Après la chute de Metz, le régiment est déployé contre l'armée française dans le nord et participe à plusieurs grandes et petites escarmouches. Il participe, entre autres, au bombardement et à la conquête de Péronne, ainsi qu'à la bataille de Saint-Quentin. Jusqu'en mars 1871, le régiment fait partie de l'armée d'occupation et doit faire des services mal aimés tels que la collecte du tribut. En revanche, il est situé à Dieppe, dans une région de France plutôt agréable pour le régiment ; les relations avec la population sont sans problème et deux officiers du 40e y ont trouvé leur femme.
Le 28 juin, le 1er bataillon franchit la frontière prussienne à Perl, les 2e et 3e bataillons entre Sierck et Perl. En même temps, le régiment laisse la 16e division.
Cologne devient la nouvelle garnison du régiment cette année. Le prince Charles-Antoine de Hohenzollern fait don de la somme de 5000 thalers à "son" régiment en reconnaissance de ses exploits lors de la dernière guerre. C'est la base de la "Fondation Hohenzollern", dont les intérêts sont utilisés pour les sous-officiers et les capitulants dans le besoin. Le premier bénéficiaire est le sergent Frederich, qui est devenu gravement invalide lors de la campagne de 1870/71.

### 1872
À l'occasion du premier anniversaire de la bataille de Forbach-Spicheren, le mémorial sur les hauteurs de Spicherer est inauguré en présence d'une délégation du régiment. Juste en face se trouve le mémorial des morts du 39e régiment.

### 1873
Les règlements d'exercice encore valables de 1847 sont dépassés par les expériences de la guerre. e combat en bataillon fermé, le tir de volée et l'action en ligne sont supprimés du règlement. La lutte contre les incendies d'infanterie avec des armes à chargement par la culasse exige de nouvelles tactiques. Les formes dispersées, le camouflage et l'utilisation de couvertures et de tranchées trouvent leur place dans l'entraînement.

### 1874/1914
Les officiers et sous-officiers envoyés à l'école de tir au printemps 1871 s'acquittent de leurs fonctions d'instructeurs pour la garnison avec tant de succès que la garnison est complètement convertie au nouveau fusil M / 71 en décembre. Les nouveaux fusils ont déjà des viseurs avec graduation en mètre. (En plus du mètre comme mesure de longueur, le mark est également introduite en tant que nouvelle monnaie commune dans l'Empire allemand.) Les baïonnettes sont omises, mais les équipages reçoivent des canons latéraux amovibles. Les cartouches métalliques rendent également nécessaire une poche de cartouche modifiée. En 1875, les fusiliers reçoivent des retranchements personnels (une petite bêche ou une hachette). Une autre expérience de la guerre de 1870 aest que le transport du matériel de retranchement sur le wagon à bagages ne s'avère pas efficace.

Par AKO du 15 septembre 1877, le prince Charles-Antoine de Hohenzollern est nommé chef du régiment.
«J'ai nommé l'Altesse Royale prince de Hohenzollern, général d'infanterie et à la suite du 40e régiment de fusiliers hohenzollernois à la tête du régiment. Château de Brühl, 15 septembre 1877. signé Guillaume"
Le 18 septembre le régiment reçoit un télégramme du prince:
«Je viens de recevoir la plus haute nomination en tant que chef du régiment. En tant que tel, saluez le régiment aujourd'hui avec le sentiment le plus loyal et le plus camarade. signé Prince de Hohenzollern "
Après la mort du prince, l'unité est renommé en son honneur le 27 janvier 1889 et jusqu'à sa dissolution, avec le nom de 40e régiment de fusiliers « prince Charles-Antoine de Hohenzollern » (régiment de fusiliers hohenzollernois). De 1895 à 1910, le régiment est stationné dans la Caserne rouge (de) à Aix-la-Chapelle et a ensuite sa garnison à Rastatt.

### Première Guerre mondiale
Le régiment est mobilisé après le début de la Première Guerre mondiale, le 2 août 1914. En association avec le 56e brigade d'infanterie, les fusiliers prenne part aux combats dans les Vosges et à la bataille de Lorraine. À partir du 28 novembre 1916, l'unité est subordonnée à la 55e brigade d'infanterie.

### Après-guerre
Après la fin de la guerre, les restes du régiment rentrent chez eux, arrivant à Rastatt le 24 novembre 1918. Du 26 novembre au 11 décembre, l'unité est déployée pour protéger la frontière de la zone neutre près de Kehl et Drusenheim. Par la suite, cette zone doit être évacuée et le régiment est démobilisé à partir du 10 janvier 1919 et officiellement dissous le 31 mai 1919.
La tradition est reprise dans la Reichswehr par décret du 24 août 1921 du chef du commandement de l'armée général de l'infanterie Hans von Seeckt par la 5e compagnie du 14e régiment d'infanterie à Tübingen. Dans la Wehrmacht, l'état-major régimentaire et le 2e bataillon du 35e régiment d'infanterie à Tübingen perpétue la tradition.

## Chef de régiment
| Grade                  | Nom                                          | Date                             |
| ---------------------- | -------------------------------------------- | -------------------------------- |
| Generaloberst          | Charles-Antoine de Hohenzollern-Sigmaringen  | 15 septembre 1877 au 2 juin 1885 |
| General der Infanterie | Prince Léopold de Hohenzollern-Sigmaringen   | 5 juillet 1885 au 8 juin 1905    |
| General der Infanterie | Prince Guillaume de Hohenzollern-Sigmaringen | 16 juin 1905 au 31 mai 1919      |

## Commandants
| Grade                 | Nom                                                  | Date                                                  |
| --------------------- | ---------------------------------------------------- | ----------------------------------------------------- |
| Major/Oberstleutnant  | Franz Ludwig von Jeanneret von Beaufort-Belfort (de) | 27 août 1818 au 29 mars 1828                          |
| Oberstleutnant/Oberst | Ernst von Kesteloot (de)                             | 30 mars 1828 au 29 mars 1833                          |
| Oberstleutnant        | August Knappe von Knappstädt (de)                    | 30 mars 1833 au 29 mars 1834 (chargé de la direction) |
| Oberst                | August Knappe von Knappstädt                         | 30 mars 1834 au 14 mars 1838                          |
| Oberstleutnant/Oberst | Wilhelm von Brühl (de)                               | 30 mars 1838 au 10 août 1842                          |
| Oberstleutnant        | Heinrich von Bünau (de)                              | 11 août au 11 septembre 1842 (chargé de la direction) |
| Oberstleutnant/Oberst | Heinrich von Bünau                                   | 12 septembre 1842 au 21 septembre 1847                |
| Oberstleutnant        | Julius von Cranach (de)                              | 9 mars 1848 au 13 mai 1850                            |
| Oberst                | Rudolf von Horn (de)                                 | 14 mai 1850 au 16 avril 1851                          |
| Oberstleutnant/Oberst | Karl Friedrich Hülsen (de)                           | 17 avril 1851 au 1er avril 1855                       |
| Oberstleutnant/Oberst | Karl Heinrich von Natzmer (de)                       | 10 mai 1855 au 23 octobre 1857                        |
| Oberstleutnant/Oberst | Alexander von Borck (de)                             | 29 octobre 1857 au 7 mai 1860                         |
| Oberst                | Julius von Bose                                      | 8 mai 1860 au 19 septembre 1861                       |
| Oberst                | Hans von Schachtmeyer                                | 20 septembre 1861 au 14 juin 1866                     |
| Oberst                | Robert von Zimmermann (de)                           | 15 juin 1866 au 22 janvier 1868                       |
| Oberst                | Hermann von Eberstein                                | 23 janvier 1868 au 16 août 1870                       |
| Oberstleutnant/Oberst | Karl Gustav Rudolf Reinicke (de)                     | 23 août 1870 au 1er juillet 1875                      |
| Oberstleutnant        | Ludwig von Thompson                                  | 2 au 21 juillet 1875 (chargé de la direction)         |
| Oberstleutnant/Oberst | Ludwig von Thompson                                  | 22 juillet 1875 au 10 janvier 1876                    |
| Oberst                | Hugo von Strempel (de)                               | 11 janvier 1876 au 5 avril 1880                       |
| Oberstleutnant        | Hugo von der Lochau (de)                             | 6 avril au 11 juin 1880 (chargé de la direction)      |
| Oberstleutnant/Oberst | Hugo von der Lochau                                  | 12 juin 1880 au 10 février 1886                       |
| Oberst                | Albert von Boguslawski                               | 11 février 1886 au 9 juillet 1888                     |
| Oberstleutnant        | Wilhelm Schleiter                                    | 10 juillet au 3 août 1888 (chargé de la direction)    |
| Oberst                | Wilhelm Schleiter                                    | 4 août 1888 au 23 mars 1890                           |
| Oberst                | Walther von Beczwarzowski                            | 24 mars 1890 au 16 juin 1893                          |
| Oberst                | Friedrich Deurer                                     | 17 juin 1893 au 15 juin 1896                          |
| Oberst                | August Keim (de)                                     | 16 juin 1896 au 18 novembre 1898                      |
| Oberst                | Florian Fulda                                        | 25 novembre 1898 au 21 mars 1902                      |
| Oberst                | Gustav Schlienkamp                                   | 22 mars 1902 au 17 avril 1903                         |
| Oberst                | Julius Knoblauch zu Hatzbach                         | 18 avril 1903 au 13 avril 1907                        |
| Oberst                | Hugo von Mey                                         | 14 avril 1907 au 19 mars 1911                         |
| Oberst                | Hans von Scheliha                                    | 20 mars 1911 au 21 mars 1914                          |
| Oberst                | Hermann Doerr                                        | 22 mars 1914 23 décembre 1914                         |
| Major/Oberstleutnant  | Hermann Reinicke (de)                                | 24 décembre 1914 au 22 décembre 1917                  |
| Major                 | Max Föhrenbach                                       | 23 décembre 1917 au 25 février 1918                   |
| Major                 | Hermann Goetze                                       | 26 février au 25 avril 1918                           |
| Major                 | Friedrich Girschner                                  | 26 avril au 17 décembre 1918                          |
| Oberstleutnant        | Hermann Reinicke                                     | 18 décembre 1918 au janvier 1919                      |

## Drapeaux
Les anciens drapeaux régimentaires sont transférés au Musée de l'Armée de Cassel. À l'instigation de Frédéric de Hohenzollern, les quatre drapeaux du régiment sont transférés le 9 juillet 1933, au château des Hohenzollern à Sigmaringen. Là, ils sont montrés avec le drapeau du 13e régiment d'artillerie à pied dans la salle des canons du château jusqu'à ce qu'ils soient remis au Musée d'histoire militaire de Rastatt en 1986.

## Monuments
- Près du fort Asterstein (de) près de Coblence, un obélisque commémore les morts de la guerre austro-prussienne. Érigé par les officiers du 8e corps d'armée, il porte les noms du régiment, le 65e régiment d'infanterie, le 28e régiment d'infanterie et le 68e régiment d'infanterie (de).
- Un mémorial pour le régiment se dresse sur la Montagne Rouge près de Spicheren. Il commémore les morts du régiment lors de la bataille de Forbach-Spicheren le 6 août 1870.
- La plaque commémorative à l'entrée de l'ancienne caserne Loretto (de) à Tübingen commémore ceux qui sont morts lors de la bataille de l'Artois en France au printemps 1915.
- Une plaque commémorative est placée au rez-de-chaussée de ce qui était alors la 5e compagnie du 14e régiment d'infanterie inauguré en 1936 en présence du prince Frédéric de Hohenzollern et d'anciens membres du régiment. Cette plaque est toujours accrochée dans le bâtiment, qui est depuis utilisé à des fins civiles.

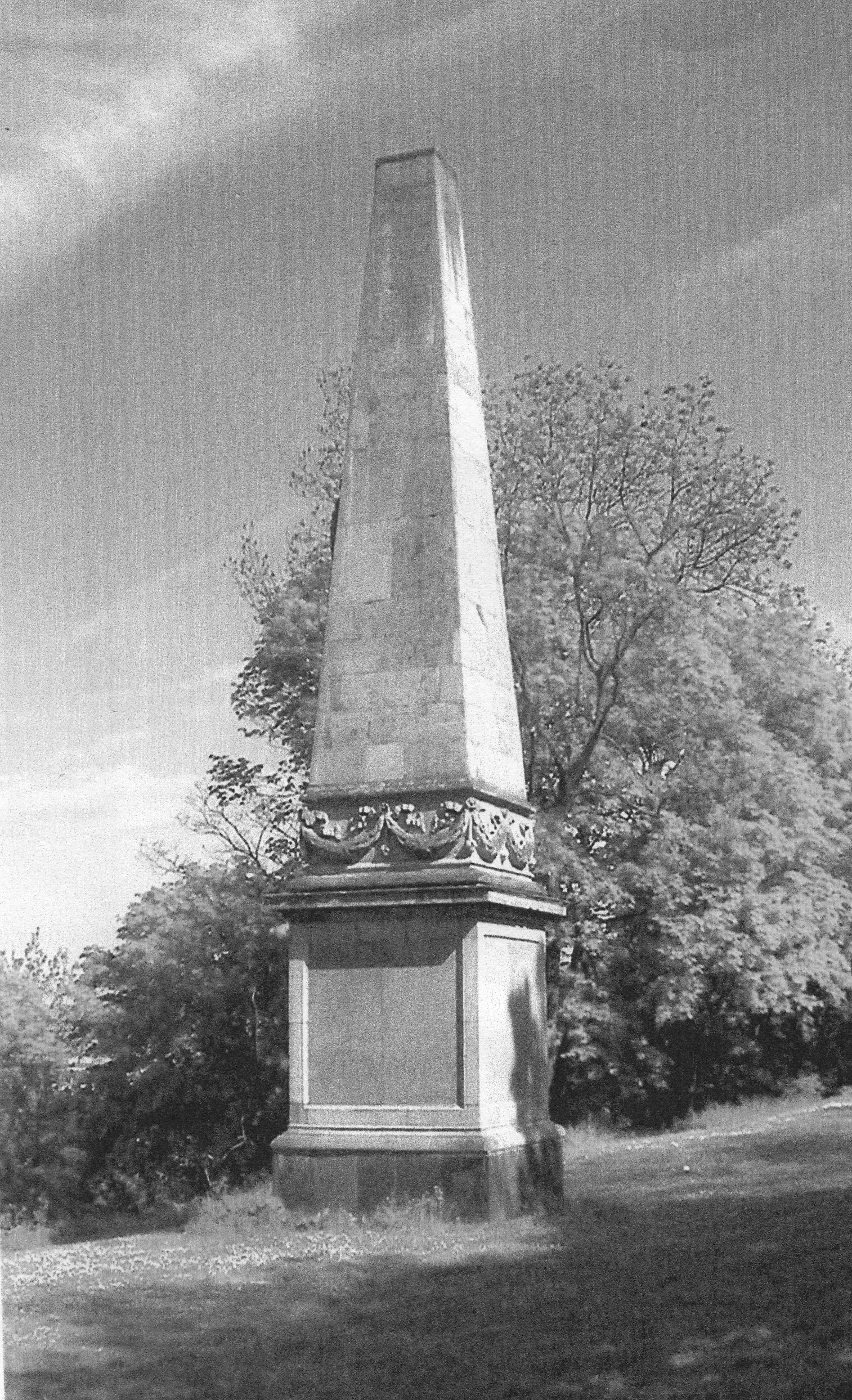
Obélisque pour les soldats tombés au combat du 8e corps d'armée dans la guerre austro-prussienne près du fort Asterstein (de) près de Coblence
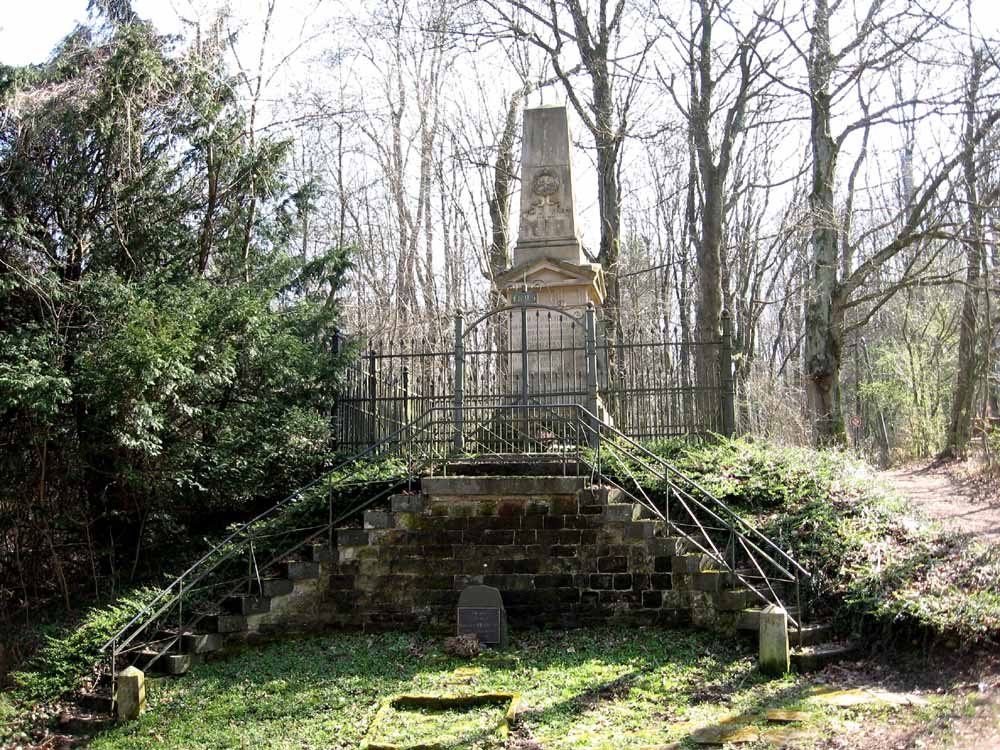
Cénotaphe des morts du 40e régiment de fusiliers à la bataille de Forbach-Spicheren en 1870.
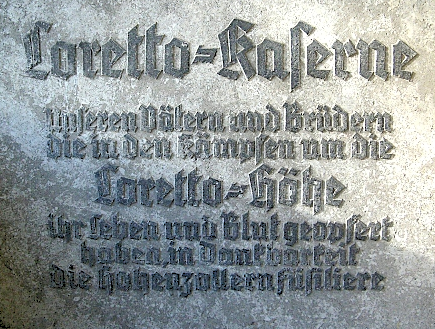
Plaque commémorative à l'entrée de l'ancienne caserne Loretto (de) à Tübingen avec une dédicace pour les morts du régiment
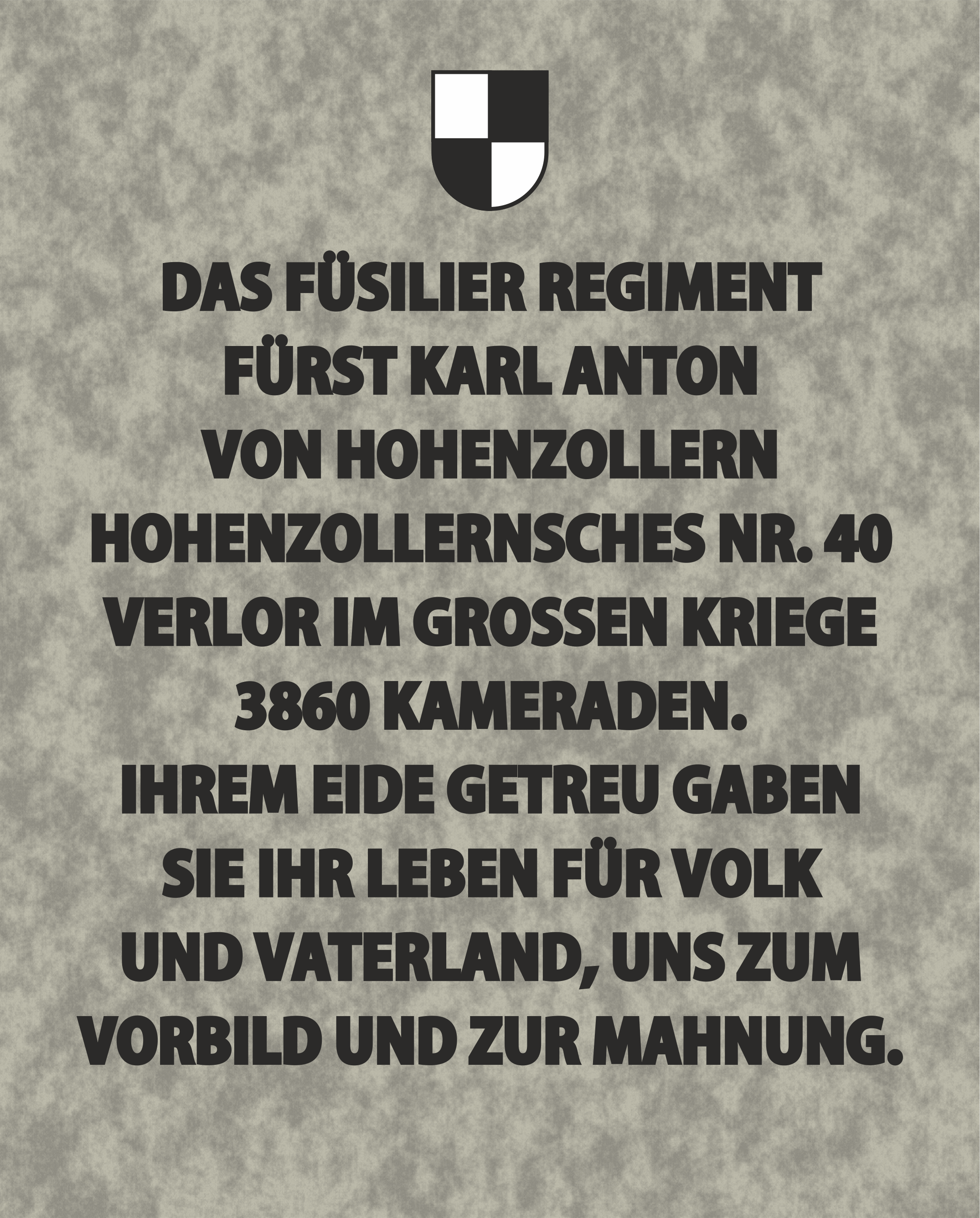
Plaque commémorative pour les morts du régiment pendant la Première Guerre mondiale au rez-de-chaussée de l'escalier du 30 Katharinenstraße